# Májovci
Májovci byla výrazná literární skupina českých básníků a prozaiků druhé poloviny 19. století, která navazovala na odkaz Karla Hynka Máchy, Karla Havlíčka Borovského a Karla Jaromíra Erbena. Její název pocházel z názvu almanachu Máj, který vydali Jan Neruda a Vítězslav Hálek.

## Podmínky vzniku
Po pádu Metternichova absolutismu (revoluční rok 1848) se na scéně objevila mladá generace, která se zaobírala problematikou městského života a současných sociálních problémů. Nastávala kulturní a společenská obroda. Májovci zažívali dobu porevolučních let Bachova absolutismu a dočasné potlačení snah obrozenců o lepší postavení českého národa v rámci Rakouského císařství.
Roku 1858 byl vydán první almanach Máj, který se stal ústředním spojujícím dílem skupiny (následovaly ještě tři další almanachy v letech 1859, 1860 a 1862). Májovci se ve své tvorbě primárně snažili zachytit skutečnost, tak jak ji v okolním světě viděli, a to i s jejími negativními rysy. Odkazovali se nejenom na českou kulturu, ale inspirovali se i směry evropské tvorby (kosmopolité). Neobraceli se jen do české historie, ale kladli důraz na současný okolní svět, což se projevilo i v časté publicistické tvorbě. Díky jejich práci došlo k povznesení české literatury na evropskou úroveň.[ujasnit]

### Další české společenské aktivity
Byly založeny spolky Hlahol (1861), Sokol (1862), Umělecká beseda (1863), vycházely noviny a časopisy: Národní listy (od 1861), Lumír (od 1851), Květy (od 1865) aj. Začala se realizovat Tylova myšlenka – vybudování Národního divadla.

## Významní představitelé májovců
- Jan Neruda
- Vítězslav Hálek
- Karolína Světlá
- Adolf Heyduk
- Rudolf Mayer
- Václav Šolc
- Jakub Arbes
- Josef Václav Frič
- Karel Sabina
- Josef Barák